# Едуард I
Едуард I (на английски: Edward I of England, на френски: Édouard I-er d'Angleterre; * 17 юни 1239; † 7 юли 1307), известен като Дългокракия (на английски: Longshanks) заради високия си ръст, а също и като Чукът на шотландците (на английски: Hammer of the Scots), е крал на Англия в от 20 ноември 1272 до смъртта си. Наричан е още „Едуард Законодателя“ заради законовите реформи, които прави, известен с това, че покорява Уелс и се опитва да постигне същото с Шотландия.
В допитване на BBC през 2002 г. Едуард I заема 94-то място сред 100-те най-велики британци.

## Произход и детство
Едуард се ражда в Уестминстърския дворец вечерта на 17 юни 1239 г. Син е на крал Хенри III и по-голям брат на Беатрис Плантагенет, Магарет Плантагенет и Едмънд Кроучбек, първи граф на Ланкастър. Кръстен е на името на Св. Едуард Изповедник, предпоследния англосаксонски крал на Англия.
От 1239 до 1246 г. за Едуард са се грижили Хю Гифърд и съпругата му Сибил, която е била една от акушерките при раждането му. След смъртта на Гифърд през 1246 г. грижите за Едуард са поверени на Бартоломю Печи.

## Бракове

### Елинор Кастилска (1254)
Първият брак на Едуард (тогава 15-годишен) е уреден през 1254 г. от баща му Хенри III и Алфонсо X Кастилски. Алфонсо настоява Едуард да получи земи на стойност 15 000 марки годишно и да го посвети лично в рицарство. Хенри е планирал вече церемонията по посвещаване в рицарство на Едуард, но отстъпва. Едуард пресича Ла Манша през юни, посветен е в рицарство от Алфонсо и се жени за Елинор Кастилска (13-годишна) на 1 ноември 1254 г. в манастира Лас Хуелгас, близо до Бургос. Раждат им се 16 деца, от които 6 доживяват зряла възраст.
Смъртта на жена му през 1290 г. се отразява тежко на Едуард. В нейна памет той издига 12 каменни монументи, известни като „Кръстовете на Елинор“, по един на всяко място, където погребалният кортеж е спирал да пренощува. Три от кръстовете са добре запазени и до днес.

### Маргьорит Френска (1299)
Едуард се жени повторно на 10 септември 1299 г. в Кентърбъри за Маргьорит Френска, дъщеря на френския крал Филип III. Той е на 60 години, а Маргьорит, известна като „Френската перла“ сред английските поданици, е на 20. Двамата имат три деца.

## Крал на Англия (1272 – 1307)
Първите 20 години от царуването му маркират изключителното съдействие между короната и обществото. През тези години Едуард прави важни стъпки към реформиране на правителството, укрепване на територията и дефиниране на външната политика. Той притежава силата, която липсва на баща му да преутвърди кралския прерогатив.

### Вътрешна политика
Едуард се придържа към концепцията за единство на общността и понякога е безскрупулно агресивен, за да постигне общо благополучие. Той възприема короната като съдия за правилното развитие на страната и неин главен законодател. Според Едуард кралската власт му е дадена по закон и той трябва да я използва за добруването на населението, но същият този закон защитава и нуждите на самия крал. Кралят трябва да управлява със съвет, чиито права са под въпрос. Едуард взаимодейства отлично с институциите, но понякога се отклонява от правилата, за да постигне целите си.
Едуард използва бюрокрацията, създадена още от Хенри II, за да увеличи ефективността си като монарх. Той разширява администрацията в 4 основни звена: върховен съд, хазна, съвет и управление. Върховният съд проучва и създава легални документи. Приходите в хазната се контролират чрез проверка дейността на местните чиновници. Тези две звена са под контрола на краля. Едуард развива държавното управление, включващо съветници и чиновници, които пътуват с него. Съветът се състои от министрите, доверени съдии и чиновници, група влиятелни барони и се ръководи от Едуард. Съветът се занимава с дела от голяма важност за кралството и действа като съд за случаи от национално значение.
Юридическите реформи на Едуард намаляват феодалната практика. Законът на Глостър спира безогледното разширяване на частните феодални имения и установява принципа, че всички частни избирателни права се делегират от короната. Кралската юрисдикция става върховна. В хазната се създава съд, който да разглежда финансовите спорове, собствеността се дискутира от този съд и той третира като криминални тези случаи, които засягат интересите на краля. Други закони забраняват на бароните да предоставят земи на църквата, насърчават първородството и установяват краля като единствения човек, който може да прави определен феодал васал. Едуард дава възможност земята да стане предмет на търговия.

### Преследване на евреите
През 1290 г., Едуард издава едикт, с който официално изгонва всички евреи от Англия. Всички глави на еврейски семейства са арестувани. Над 300 от тях са отведени в Лондонската кула и екзекутирани; останалите са били избивани в домовете си. Цялата собственост и парите им са конфискувани.
Не е ясна точната причина за това гонение. Една от версиите е, че поводът е ритуално убийство, във връзка с евреина Исак дьо Пуле, който е задържан за убийство на християнски младеж в Оксфорд. Друга версия е, че гонението е в резултат на желание за финансова облага. Но предвид утежненото положение на евреите от крал Джон и Хенри III, а в същото време стабилните финансови ресурси на Англия от италианската банкерска компания Рикади преди 1292 г., твърдението за финансов мотив зад гонението е на практика необосновано.
Гонението на евреите би могло да се разглежда като част от нарастващите антисемитски настроения през XIII век. Франция, например, е прогонила евреите от градовете. Елеонор Провансалска, майката на Едуард, също е прогонила евреите от своите земи през 1275. Едуард е този, който въвежда в Англия практиката евреите принудително да носят жълти отличителни знаци, пришити на горните им дрехи – практика, която е възприета и подета отново от Адолф Хитлер след повече от 6 века.

### Външна политика

#### Кампания срещу Уелс и Ирландия
Постепенно Едуард започва агресивна външна политика. Кампанията за контрола върху Уелс започва през 1277 г. и завършва със смъртта на Лиуелин ап Грифид (наричан също Лиуелин Последни) – управител на Уелс. По подобие на по-ранните монарси Едуард построява замъци, за да укрепи завоеванието си. През 1301 г. първородният син на Едуард получава титлата принц на Уелс, титла която се предоставя на престолонаследниците.
Едуард има ограничен успех в разширяването на английското влияние в Ирландия. Той създава Парламент в Дъблин и увеличава търговията в някои крайбрежни градчета, но по-голямата част от страната се контролира от едри барони и келтски родови главатари.

#### Война с Франция
Благодарение на успешната си дипломация Едуард задържа английските владения във Франция. През 1294 г. е въвлечен във война с Франция, след като френският крал Филип IV нахлува в Гаскония. Едуард сключва мир с Франция през 1303 г. като задържа тези владения, които са били английски отпреди войната.

#### Война с Шотландия
Действията на Едуард в Шотландия са особено целеустремени. След смъртта на шотландския крал Александър III, Едуард сключва договор със законната наследница на трона – норвежката принцеса Маргарет, съгласно който тя ще се омъжи за Уелския принц Едуард. Маргарет умира на път за Англия и оставя открит спора за шотландската корона. Едуард арбитрира между 13 претенденти за шотландската корона и избира Джон Балиол. Балиол отдава почит на Едуард като негов лорд, но шотландците се съпротивляват на задължението за военна служба на Едуард. През 1296 г. Едуард нахлува в Шотландия, побеждава Балиол, който е принуден да абдикира и шотландските барони му отдават почит, като техен крал. През 1297 г. Уилям Уолъс вдига въстание, побеждава английската армия при Стърлинг и нахлува в северните английски графства. През 1298 г. Едуард побеждава Уолъс в битката при Фолкърк, но среща трудности в покоряването на Шотландия до пленяването на Уолъс и екзекуцията му през 1305 г. Кампаниите на Едуард в Шотландия са жестоки и безпощадни, което събужда омраза у шотландците към Англия, която продължава с векове.

#### Великата харта на свободите
Усилията на Едуард да финансира войните си във Франция и Шотландия водят до проблеми в отношенията му с благородниците, тъй като Едуард налага данък за лична собственост, за да увеличи приходите на кралската хазна. Парламентът потвърждава Великата харта на свободите и Горската Грамота през 1297, 1299, 1300, 1301 г. и взема решение, че нито един данък не може да бъде наложен без съгласие на Парламента.

### Смъртта на Едуард
Планът на Едуард да покори Шотландия не се изпълнява. Той умира през 1307 в Камбрия, на шотландската граница, на път за нова военна кампания срещу шотландците, водени от Робърт Брус. Според хронистите Едуард желаел костите му да бъдат носени по време на военните кампании в Шотландия, а сърцето му да бъде отнесено в Светите земи. Противно на волята му, той е погребан в Уестминстърското абатство в обикновена гробница от черен мрамор, на която по-късно е написано Scottorum malleus („Hammer of the Scots“ на латински). Погребан е в оловен ковчег и е изразил желание да бъде преместен в обичайния за кралете златен ковчег след като Шотландия е напълно покорена и стане част от Кралство Англия.
До днес Едуард I лежи в оловния ковчег – въпреки че Шотландия и Англия се обединяват през 1603 след смъртта на Елизабет I и шотландският крал Джеймс VI се възкачва на английския престол, а Кралство Великобритания е създадено през 1707, пълното покоряване на Шотландия, което той е очаквал, не се е случило.
След смъртта си Едуард I е наследен от своя син, Едуард II.

## Допълнителни факти за Едуард I
- Характерът на Едуард е описан от сър Ричард Бейкър в Хрониката на английските крале: „Едуард притежава две мъдрости, които рядко се срещат съчетани: способност да взема бързи и верни решения и способност да се вслушва в съветите на другите. Той не се разгневява лесно, но бъде ли разгневен, не може да бъде успокоен бързо.“
- Дори и да е обвиняван за понякога прекомерни данъци, той може да бъде оправдан с това, че в по-голямата си част тези пари са били използвани за доброто на неговото кралство.
- Участието на Едуард в осмия и деветия кръстоносни походи [3] в началото на 70-те години на XIII в., макар и не твърде забележително като резултат, се отразява особено положително на репутацията му. Някои съвременни историци дори са го обявявали за новия Ричард Лъвското сърце.
- За него е известно, че е имал интерес към соколарство и коне.
- До голяма степен съвременният облик на Лондонската кула се дължи на него.
- Кралското му мото било pactum serva, 'Запази вярата'.

## Предшественици
| Едуард I, крал на Англия | Баща: Хенри III, крал на Англия | Дядо по бащина линия: Джон Безземни, крал на Англия     | Прадядо по бащина линия: Хенри II, крал на Англия      |
| Едуард I, крал на Англия | Баща: Хенри III, крал на Англия | Дядо по бащина линия: Джон Безземни, крал на Англия     | Прабаба по бащина линия: Елеонор Аквитанска            |
| Едуард I, крал на Англия | Баща: Хенри III, крал на Англия | Баба по бащина линия: Изабел д'Ангулем                  | Прадядо по бащина линия: Аймер Талифер, граф д'Ангулем |
| Едуард I, крал на Англия | Баща: Хенри III, крал на Англия | Баба по бащина линия: Изабел д'Ангулем                  | Прабаба по бащина линия: Аликс дьо Куртеней            |
| Едуард I, крал на Англия | Майка: Елеонора Прованска       | Дядо по майчина линия: Раймон Беренгер, граф на Прованс | Прадядо по майчина линия: Алфонсо II, граф на Прованс  |
| Едуард I, крал на Англия | Майка: Елеонора Прованска       | Дядо по майчина линия: Раймон Беренгер, граф на Прованс | Прабаба по майчина линия: Герсенда II Сабранска        |
| Едуард I, крал на Англия | Майка: Елеонора Прованска       | Баба по майчина линия: Беатриса Савойска                | Прадядо по майчина линия: Томас I Савойски             |
| Едуард I, крал на Англия | Майка: Елеонора Прованска       | Баба по майчина линия: Беатриса Савойска                | Прабаба по майчина линия: Маргьорит Женевска           |